# Spencer (thị trấn), Wisconsin
Spencer là một thị trấn thuộc quận Marathon, tiểu bang Wisconsin, Hoa Kỳ. Năm 2010, dân số của thị trấn này là 1.543 người.